# Le Défenseur ingénu
Pour plus de détails, voir Fiche technique et Distribution.
Le Défenseur ingénu (The Dock Brief) est un film britannique réalisé par James Hill, sorti en 1962.

## Synopsis
Un avocat minable se voit confier le cas d'un homme qui a librement avoué avoir tué sa femme. il fait montre de tellement d'incompétence qu'il arrive à le faire acquitter.

## Fiche technique
- Titre original : The Dock Brief
- Titre français : Le Défenseur ingénu
- Titre américain : Trial and Error
- Réalisation : James Hill
- Scénario : Pierre Rouve, d'après la pièce éponyme de John Mortimer
- Direction artistique : Ray Simm
- Costumes : Jean Fairlie
- Photographie : Edward Scaife
- Son : Bob Jones, Bert Ross
- Montage : Ann Chegwidden
- Musique : Ron Grainer
- Production : Dimitri De Grunwald
- Production associée : John Mortimer
- Société de production : Dimitri De Grunwald Production, Metro-Goldwyn-Mayer British Studios
- Société de distribution : Metro-Goldwyn-Mayer
- Pays d'origine :  Royaume-Uni
- Langue originale : anglais
- Format : Noir et blanc  — 35 mm — son mono
- Genre : Comédie dramatique
- Durée : 88 minutes
- Dates de sortie : 
  - Royaume-Uni : 25 septembre 1962
  - France : 31 juillet 1964

## Distribution
- Peter Sellers : Morgenhall
- Richard Attenborough : Fowle
- Beryl Reid : Doris
- David Lodge (en) : Bateson
- Frank Pettingell : Tuppy Morgan
- Tristram Jellinek : Perkins